# Rothmannia kampucheana
Rothmannia kampucheana är en måreväxtart som beskrevs av Deva D. Tirvengadum. Rothmannia kampucheana ingår i släktet Rothmannia och familjen måreväxter. Inga underarter finns listade i Catalogue of Life.